# 碳酸丙叉酯
碳酸丙烯酯（PC）是一种有机化合物，化学式为C4H6O3，它是1,2-丙二醇的环状碳酸酯。这种无色无味的液体可用作极性非质子溶剂。它可通过环氧丙烷和二氧化碳的加成反应制得：
CH3CHCH2O  +  CO2   →   CH3C2H3O2CO